# Лободин (посёлок)
Лободин — посёлок в Зерноградском районе Ростовской области России.
Входит в состав Конзаводского сельского поселения.

## Население
| 2010 |
| ---- |
| 186  |

## Улицы
| - ул. Дорожная, - ул. Зерновая, - ул. Луговая, | - ул. Майская, - ул. Окружная, - ул. Тополиная. |